# Salerano Canavese
 Salerano Canavese  (piemontiul: Saleiran) Olaszország Piemont régiójának, Torino megyének egy községe.

## Földrajza

Salerano Canavese község Torino megye térképén

Salerano Canavese a Chiusella-völgyben fekszik.
A vele szomszédos települések: Banchette, Fiorano Canavese, Ivrea, Loranzè és Samone.